# Daniel Johan Crælius
Daniel Johan Crælius, född den 4 juni 1797 i Ryssby socken, Kalmar län, död den 16 april 1829 i Karlstad, var en svensk jurist.
Daniel Johan Crælius var son till kyrkoherden i Norra Möckleby pastorat på Öland Gustaf Crælius. Han blev student vid Uppsala universitet 1812 och häradshövding i Mellansysslets domsaga i Värmland 1826.